# سولیگالیچ
شهر سولیگالیچ (به روسی: Солигалич) در کشور روسیه و در اوبلاست کوستروما واقع شده‌است.